# Severinia turcomaniae
Severinia turcomaniae — вид богомолів з родини Toxoderidae. Невеликі богомоли, поширені в Центральній Азії та в Астраханській області Росії; мешкає в пустелях, на півдні степів. Личинки віддають перевагу стеблам устелиполя піскового.

## Опис
Тіло сіре з брунатночервоними плямами. Самці дрібніші, 2,8-3,4 см у довжину, самиці — 3,1-3,8 см. Крила та надкрила самиць сильно вкорочені, надкрила самців не покривають останніх 2-3 тергітів черевця, крила трохи довші.

## Ареал та підвиди
Мешкає в Середній Азії. Відомий у Прикаспійській низовині на схід від долини Волги, у басейні Сирдар'ї, на південь від озера Балхаш. Поширений в Казахстані, Туркменістані, Таджикистані, Монголії, Афганістані.
Відомо 7 підвидів:
- Severinia turcomaniae amplialata Unknown, 1921
- Severinia turcomaniae cairaccumi Lindt, 1977
- Severinia turcomaniae denticulata Lindt, 1977
- Severinia turcomaniae murgabica Lindt, 1977
- Severinia turcomaniae plurisegmentatus Lindt, 1977
- Severinia turcomaniae septemfluviatilis Lindt, 1977
- Severinia turcomaniae turcomaniae Saussure, 1872